# Parafia Podwyższenia Krzyża Świętego w Dębnie
Parafia Podwyższenia Krzyża Świętego w Dębnie – parafia rzymskokatolicka, znajdująca się w archidiecezji przemyskiej, w dekanacie Leżajsk I. 

## Historia
Dębno było lokowane w 1397 roku. W XIX wieku z powodu dalekiej odległości od kościoła, wierni ulegali rusyfikacji i przechodzili do miejscowej cerkwi. Dlatego proboszcz leżajski ks. Czesław Broda prowadził „akcję polonizacyjną”. 10 grudnia 1935 roku przybyły siostry Służebniczki starowiejskie, które prowadziły ochronkę, a w 1936 roku ukończono budowę domu zakonnego, w którym urządzono kaplicę półbliczną.
W latach 1935–1940 duszpasterzem kaplicy w Dębnie był ks. Czesław Broda.  W latach 1940–1945 duszpasterzem był ks. Józef Gorczyca, administrator leżajski, który w czasie wojny pomagał żydom i współpracował z AK. W 1940–1945 siostry służebniczki przebywały w Tryńczy.  
W lutym 1945 roku grekokatolicy zostali wysiedleni na Ukrainę, a następnie przybyli polscy repatrianci ze wschodu. 26 sierpnia 1945 roku dekretem bpa Franciszka Bardy została erygowana ekspozytura, z wydzielonego terytorium parafii Leżajsk, parafii Grodzisko Dolne i parafii Tryńcza. Na kościół parafialny zaadaptowano dawną cerkiew, którą 12 września 1945 roku poświęcono pw. Podwyższenia Krzyża Świętego. 
W 1979 roku kościół został gruntownie odrestaurowany. Przy kościele rośnie okazały dąb o blisko 6-metrowym obwodzie, będący pomnikiem przyrody. 
Na terenie parafii jest 1 190 wiernych.
Proboszczowie parafii:
1945–1946. ks. Jan Ramocki (ekspozyt).
1946–1958. ks. Marcin Tunia (ekspozyt).
1958–1966. ks. Alojzy Michalski (ekspozyt).
1966–1992. ks. Adolf Mroczek.
1992–2016. ks. kan. Jan Mromliński.
2016– nadal ks. Tadeusz Barcikowski.